# Tres Islas
Tres Islas ist eine Ortschaft in Uruguay.

## Geographie
Sie befindet sich auf dem Gebiet des Departamento Cerro Largo in dessen Sektor 7. Tres Islas liegt jeweils einige Kilometer westlich von Fraile Muerto und Toledo sowie nordwestlich der Ortschaft Cerro de las Cuentas.

## Einwohner
Tres Islas hatte bei der Volkszählung im Jahre 2011 195 Einwohner, davon 103 männliche und 92 weibliche.
| Jahr | Einwohner |
| ---- | --------- |
| 1963 | 216       |
| 1975 | 190       |
| 1985 | 182       |
| 1996 | 132       |
| 2004 | 211       |
| 2011 | 195       |

Quelle: Instituto Nacional de Estadística de Uruguay